# San Andrés Míxquic
San Andrés Míxquic – meksykańska wieś w Dystrykcie Federalnym, w delegacji Tláhuac, w stanie Meksyk, umieszczona na południe od miasta Meksyk.
We wsi zgodnie z tradycją w Dzień Zmarłych przynosi się na grób kwiaty, jedzenie i picie, a wszystkie uroczystości odbywają się przy muzyce. W tej atmosferze przebiega cała noc, a o świcie osoby bliskie zmarłemu wracają do swoich gospodarstw.